# Juan Blanco de Paz
Juan Blanco de Paz fue un religioso dominico español del Siglo de Oro. Nacido quizá en 1538, en Montemolín, Blanco de Paz es conocido por haber sido cautivo en Argel, de 1577 a 1592, y haber conocido a Cervantes allí durante su cautiverio.

## Biografía
Era descendiente de conversos, y había profesado en San Esteban de Salamanca, aunque fue expulsado de la orden y volvió a su villa natal. En 1575 solicitó el nombramiento de comisario del tribunal del Santo Oficio de Llerena, título que le fue expedido el 31 de enero del año siguiente. Al poco tiempo pasó a Roma, y en el viaje de vuelta, el 7 de agosto de 1577, fue capturado por los piratas berberiscos y llevado a Argel. Allí conoció a Cervantes, con quien mantuvo pésimas relaciones, llegando a delatar el cuarto intento de fuga del escritor, siendo recompensado por ello con un escudo de oro y una jarra de manteca. En la Información que Cervantes realizó en 1580, al final de su prisión en Argel, se registraron diversos testimonios que reflejan la inquina de Blanco contra Cervantes. Al parecer, Blanco difamó con dureza a Cervantes, lo que le ha permitido gozar, paradójicamente, de la atención de la crítica y la historiografía. 
Juan Blanco de Paz fue rescatado el 19 de enero de 1592 por mil escudos de oro; tras pasar por Roma dejando deudas, volvió a España, logrando una prebenda en la Colegial de Baza, de la que pronto se ausentó. En 1593, presentó un memorial a las Cortes de Castilla sobre «los muchos excesos de las personas que van a Berbería a rescatar cautivos y lo que importa remediarlo». A fines de 1594, la plaza de Baza fue considerada vacante y su titular Juan Blanco considerado en paradero desconocido. No existen referencias posteriores sobre su vida.
Ceán Bermúdez y Díaz de Benjumea le atribuyeron la autoría del Quijote de Avellaneda. Tal hipótesis se encuentra hoy completamente desestimada.[cita requerida]